# Barbara Nitruch
Barbara Nitruch (* 28. Mai 1947 in Berlin) ist eine deutsche Politikerin (SPD). Von 2011 bis 2015 war sie Mitglied der Hamburgischen Bürgerschaft.
Nitruch machte die Ausbildung zur Erzieherin und studierte Sozialpädagogik. Nachdem sie 1973 über den 2. Bildungsweg die allgemeine Hochschulreife erreichte, folgte eine Zusatzausbildung zur Fachkraft für Kinderschutz. Von 1987 bis 2007 leitete sie eine Kindertagesstätte in Hamburg-Barmbek.
Im Jahr 1986 wurde Nitruch Mitglied der SPD, bei der sie Vorsitzende des Distriktes Groß Borstel war. Von 1992 bis 2008 und von März bis Juni 2011 war sie mit Mitglied der Bezirksversammlung Hamburg-Nord. Am 24. Juni 2011 trat sie als Nachrückerin für Karl Schwinke in die 20. Hamburgische Bürgerschaft ein. Bei der Bürgerschaftswahl 2015 kandidierte sie auf Platz 36 der SPD-Landesliste, errang jedoch kein Mandat.